# Фройнд, Этелька
Этелька Фройнд (нем. Etelka Freund; 1879 — 27 мая 1977 года, Цюрих) — венгерская пианистка.

## Биография
Сформировавшись под значительным влиянием своего старшего (на 17 лет) брата Роберта Фройнда, Этелька Фройнд в 1890—1895 гг. училась в Будапеште у Иштвана Томана, затем в Вене у Теодора Лешетицкого и, по совету Иоганнеса Брамса, у Игнаца Брюля и Ойзебиуса Мандычевского (теория музыки). В течение года еженедельно играла Брамсу.
С 1898 г. училась в Берлине у Ферруччо Бузони; по некоторым свидетельствам, Бузони считал Фройнд своей лучшей ученицей, а при известии о победе своего ученика Эмиля Боске на Рубинштейновском конкурсе 1900 года, как сообщает Аллан Эванс, высказался в том смысле, что этой победой Боске обязан запрету на участие в конкурсе женщин.
В 1901 г. Фройнд дебютировала с Берлинским филармоническим оркестром под управлением Бузони в концерте из произведений Бетховена, Брамса и Листа. За этим последовали выступления в различных европейских странах. Особое значение имело исполнение Этелькой Фройнд ранних фортепианных пьес Белы Бартока, с которым она вместе училась у Томана в Будапеште; дружбу с Бартоком Фройнд пронесла через десятилетия: в воспоминаниях сына Бартока рассказывается, что, когда в 1945 г. фирма-производитель забрала у умирающего композитора фортепиано, предоставленное ему в аренду, на том основании, что он уже не сможет выступать, Фройнд и её сын немедленно перевезли Бартоку свой единственный инструмент.
В 1910 г. Фройнд вышла замуж и оставила музыку, целиком посвятив себя семье и воспитанию двоих сыновей. Однако в 1936 г. её муж, инженер, потерял работу, и Фройнд вернулась на сцену — выступала в Голландии, Лондоне и Венгрии. В 1946 г. её старший сын, офицер американской разведки Николас Милрой (англ. Nicholas Milroy), организовал переезд Фройнд в США, где она и провела оставшуюся часть жизни, изредка выступая с концертами (дебют в США — в Национальной галерее, Вашингтон, 1947). В ходе этих выступлений, а также выступлений на радио, было сделано несколько записей (некоторые из них переизданы на CD), которые высоко ценятся коллекционерами.

## Избранная дискография
- «Женщины за роялем, антология исторических выступлений» (англ. Women at the Piano, An Anthology of Historic Performances ); Naxos 8.111219, записи 1923-55[7].
- Брамс, Бах, Мендельсон, Лист, Кодай, Барток; Pearl GEMM CDS 9193 [2 CDs: 156.39][1]